# Tony Shelly
 Tony Shelly  va ser un pilot de curses automobilístiques neozelandès que va arribar a disputar curses de Fórmula 1.
Va néixer el 2 de febrer del 1937 a Wellington, Nova Zelanda i va morir el 4 d'octubre del 1998 a Taupo, Nova Zelanda.
Va debutar a la cinquena cursa de la temporada 1962 (la tretzena temporada de la història) del campionat del món de la Fórmula 1, disputant el 21 de juliol del 1962 el GP de Gran Bretanya al circuit d'Aintree.
Shelly va participar en un total de tres proves puntuables pel campionat de la F1,no podent finalitzar cap cursa i no assolí cap punt pel campionat del món de pilots.

## Resultats a la Fórmula 1
| Any  | Equip                          | Xassís | Motor  | 1   | 2   | 3   | 4   | 5       | 6       | 7       | 8   | 9   | Posició | Punts |
| ---- | ------------------------------ | ------ | ------ | --- | --- | --- | --- | ------- | ------- | ------- | --- | --- | ------- | ----- |
| 1962 | John Dalton                    | Lotus  | Climax | HOL | MON | BEL | FRA | GBR Ret | ALE NVQ |         |     |     | -       | 0     |
| 1962 | Autosport Team Wolfgang Seidel | Lotus  | BRM    |     |     |     |     |         |         | ITA NVQ | USA | SUD | -       | 0     |

### Resum
| Curses: | Victòries: | Pòdiums: | Poles: | Voltes ràpides: | Punts: |
| ------- | ---------- | -------- | ------ | --------------- | ------ |
| 3       | 0          | 0        | 0      | 0               | 0      |